# Райнкліфф (Нью-Йорк)
Райнкліфф (англ. Rhinecliff) — переписна місцевість (CDP) в США, в окрузі Дачесс штату Нью-Йорк. Населення — 380 осіб (2020).

## Географія
Райнкліфф розташований за координатами 41°55′28″ пн. ш. 73°56′28″ зх. д. / 41.92444° пн. ш. 73.94111° зх. д. (41.924369, -73.941058).  За даними Бюро перепису населення США в 2010 році переписна місцевість мала площу 2,61 км², з яких 2,58 км² — суходіл та 0,04 км² — водойми.

## Демографія
Згідно з переписом 2010 року, у переписній місцевості мешкало 425 осіб у 192 домогосподарствах у складі 103 родин. Густота населення становила 163 особи/км².  Було 229 помешкань (88/км²).
Расовий склад населення:
| - 93,4 % — білих - 2,8 % — чорних або афроамериканців - 0,7 % — азіатів |

До двох чи більше рас належало 2,6 %. Частка іспаномовних становила 1,9 % від усіх жителів.
За віковим діапазоном населення розподілялося таким чином: 15,3 % — особи молодші 18 років, 69,2 % — особи у віці 18—64 років, 15,5 % — особи у віці 65 років та старші. Медіана віку мешканця становила 47,2 року. На 100 осіб жіночої статі у переписній місцевості припадало 120,2 чоловіків;  на 100 жінок у віці від 18 років та старших — 114,3 чоловіків також старших 18 років.
Середній дохід на одне домашнє господарство  становив 85 845 доларів США (медіана — 62 331), а середній дохід на одну сім'ю — 104 369 доларів (медіана — 103 542). За межею бідності перебувало 2,1 % осіб, у тому числі 0,0 % дітей у віці до 18 років та 1,0 % осіб у віці 65 років та старших.
Цивільне працевлаштоване населення становило 94 особи. Основні галузі зайнятості: науковці, спеціалісти, менеджери — 40,4 %, освіта, охорона здоров'я та соціальна допомога — 31,9 %, мистецтво, розваги та відпочинок — 16,0 %, роздрібна торгівля — 6,4 %.